# 直颈龙属
直颈龙（学名：Ogmodirus）是蛇颈龙目已灭绝的一个属，发现于堪萨斯州森诺曼阶至土仑阶（晚白垩世）的格林霍恩石灰岩。模式种马氏直颈龙（O. martini）由塞缪尔·温德尔·威利斯顿（Samuel Wendell Williston）与罗伊·李·穆迪（Roy Lee Moodie）于1913年命名。

## 发现与命名
正模标本KUVP 441由来自一只幼体的骨盆、四肢材料及超过五十节颈椎组成，由博伊斯（C. Boyce）于1909年在堪萨斯州克劳德县发现。威利斯顿与穆迪（1913年）将KUVP 441命名为马氏直颈龙（Ogmodirus martini），穆迪（1916）将种名改为martinii，但原名优先。威利斯顿与穆迪（1917年）对正模标本作出详细描述。
第二个物种坐直颈龙（Ogmodirus ischiadicus）是根据标本KUVP 434所命名，原为独立的海龙属（Thalassiosaurus），后被归入神河龙。威利斯顿与穆迪（1917年）将其归入直颈龙。

## 分类
威利斯顿（1962年）认为马氏直颈龙可能是薄板龙科成员，但迄今已发现化石的保存状况意味着该属是个疑名。塞普科斯基（2002年）将直颈龙归入蛇颈龙目。